# James Norton
James Norton (Newark-upon-Trent, 9 de junho de 1789 — 29 de agosto de 1835) foi um militar britânico que participou como combatente e comandante da marinha brasileira durante a Guerra da Cisplatina.
Ingressou na marinha britânica em 1802, tomando parte nas guerras napoleônicas, sob o comando do almirante Edward Pellew. Com a independência do Brasil, D. Pedro I iniciou a formação de uma poderosa marinha, contratando os serviços do Lorde Thomas Cochrane, tendo enviado Felisberto Caldeira Brant a Grã-Bretanha para recrutar oficiais, entre eles James Norton.
Na campanha de Pernambuco, em 1824, à frente de um corpo de marinheiros, apoderou-se do Recife.
Na guerra da Cisplatina, foi enviado ao Rio da Prata, com a fragata Niterói sob sua responsabilidade. Logo depois assumiu e comandou a divisão naval que bloqueava Buenos Aires, alcançando várias vitórias e assinalando-se em muitos combates, particularmente nos de 11 de abril e de 30 de julho de 1826, de 8 de abril e de 7 de dezembro de 1837 e de 16 de junho de 1828. Neste último, perdeu o braço direito e, no dia 17 de fevereiro do mesmo ano, foi levemente ferido. Conduziu o bloqueio exitoso sobre o rio da Prata, que levou as finanças públicas argentinas ao limite do colapso, apressando o acordo de paz que deu fim à guerra, apesar de derrotas brasileiras em terra. Norton destruiu então os melhores navios da esquadra argentina: a fragata 25 de Mayo, os brigues Independência, República e Congreso e o corsário General Brandzen.
Terminada a guerra, foi nomeado cavaleiro da Imperial Ordem do Cruzeiro, e recebeu também a Imperial Ordem da Rosa.  Em 17 de outubro de 1829 foi promovido a chefe de divisão, com o posto de contra-almirante.
Sua viúva, Eliza Bland, publicou em 1837 uma pequena obra, intitulada A noiva do Brasil (The Brazilian Bride).
O entusiasmo do casal pelo novo país, segundo o historiador britânico Brian Vale, é revelado por alguns dos nomes dados aos seus filhos: Fletcher Carioca, Fredrick da Prata e Maria Brasília.